# 地底旅行
『地底旅行』（ちていりょこう、仏: Voyage au centre de la terre）は、ジュール・ヴェルヌが1864年に発表した古典的なSF小説・冒険小説である。日本語タイトルは『地底探検』などとも（原題を直訳すると「地球の中心への旅」）。原書の挿絵はエドゥアール・リウー。

## 刊行
1863年に出版された初の長編小説『気球に乗って五週間』の高評価を受けて、続いて本作が出版された。『気球に乗って五週間』が冒険小説に分類され、本作の後1865年に出版された『月世界旅行』がSFに分類されているのに対して、本作はその中間に位置していると評されている。ただし出版時においては、SFのカテゴリーに分類される事が多い。
『気球に乗って五週間』の出版後に、ヴェルヌは『二十世紀のパリ』という未来を描いた科学小説を書いたが、出版社はこれを『暗く荒唐無稽な作品』として出版しなかった。これに代わって発表されたのが本作であり、商業的に成功を収めた。これによってヴェルヌは人気作家として出版社に認められ、年間3作程度の作品執筆を需められた。

## ストーリー
ドイツ・ハンブルクの旧市街に住むヨハネウム学院の鉱物学教授オットー・リーデンブロックは、骨董店で購入した古書に、以下のようなルーン文字で記された暗号文が書かれた羊皮紙のメモが挟んであることに気づく。

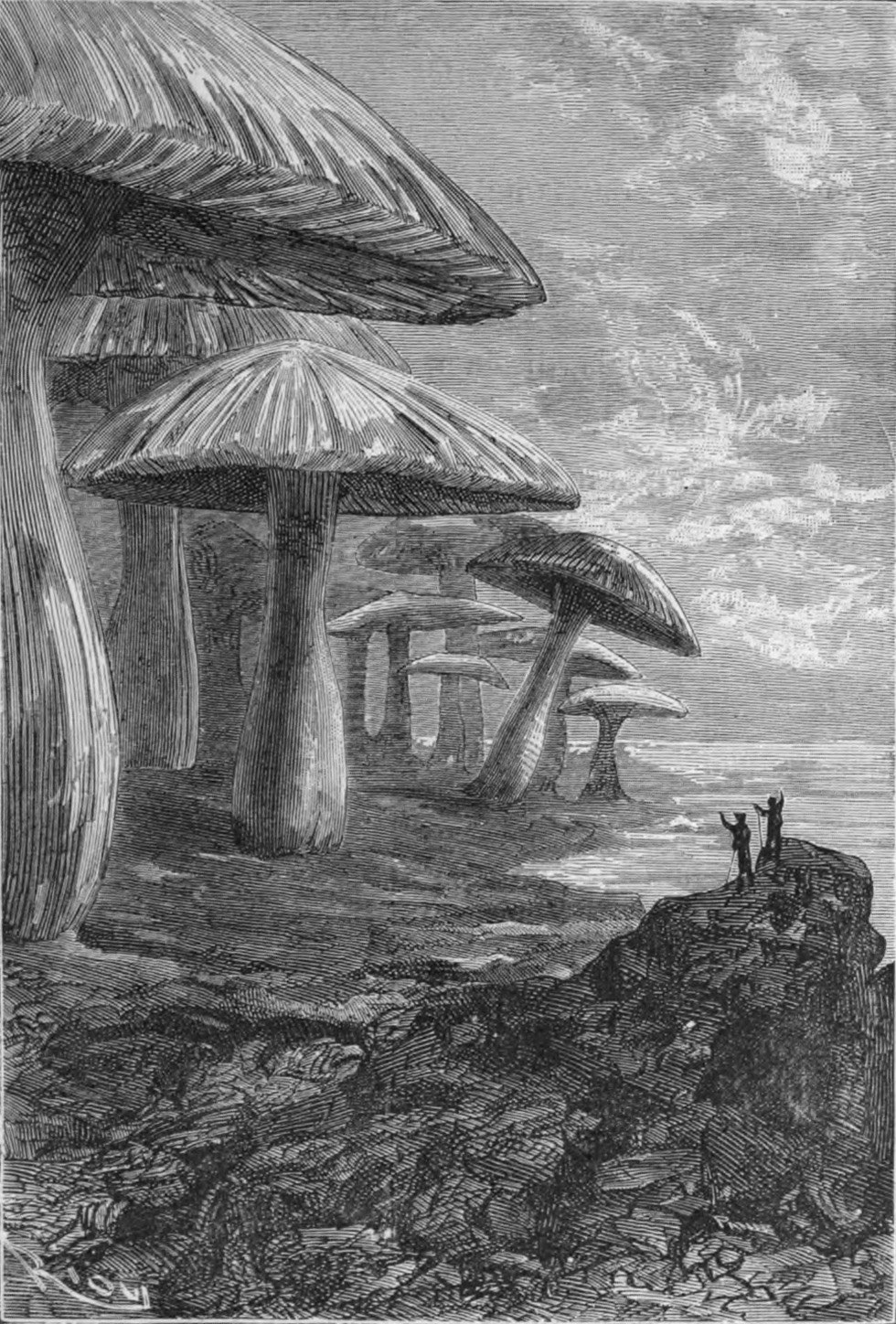
キノコの森

教授は、使用されている文字の種類からメモが書かれた時期と古書が作成された時期には少なくとも200年以上の開きがあると推定し、そのメモは古書のかつての所有者が書いたものであるとした。古書を注意深く調べたところ、教授は古書のあるページにᛐᛦᚳᛅ ᛋᛐᚴᚳᚢᛋᛋᛅᛯ（Arne Saknussemm、アルネ・サクヌッセンム）という16世紀の著名な錬金術師の名（詳細後述）が記されていることを発見。このメモにはサクヌッセンムの驚くべき発明が記されていると仮定した教授は、甥のアクセル・リーデンブロックとともに暗号解読を試みた。時間こそかかったが、アクセルが偶然解読に成功する。そこには、「アイスランドのスネッフェルス山の頂にある火口の中を降りていけば、地球の中心にたどり着くことができる」という趣旨のラテン語文が書かれていたのであった。これに感激した教授は、手早く旅支度をすませ、嫌がるアクセルを連れアイスランドへ向かった。現地で雇った有能な案内人ハンスと共に、彼らはスネッフェルス山の火口を下っていく。
水の欠乏やアクセルが2人とはぐれるなどいくつかの危機に直面しつつも、3人は数十日をかけて南東へ350リュー（1400km）、下へ35リュー（140km）進み、やがて地下の大空洞に到達する。「オーロラのような放電現象」で照らされたこの大洞窟には海があり、キノコの森が繁茂し、さらには地上では既に絶滅したはずの古生物たちが闊歩していた。
下へ進むトンネルが見つからないことに焦った教授は、地底海の対岸にそれを求め筏で地底海を渡ることを計画する。航海の末、嵐で岸に打ち上げられた彼らはアルネ・サクヌッセンムの頭文字が刻まれたトンネルの入り口を発見するが、その奥は崩れた岩で塞がれていた。道を開くべく岩を爆破した3人は、爆破で生じた激流に呑まれ、筏ごと洞窟に引きずり込まれてしまう。しばらくすると彼らは、自分たちがいつの間にか活火山の火道に迷い込み、噴出するマグマと共に上昇中であることに気付く。怖気づき絶望するアクセルに、教授はこれこそ地上に帰る最後のチャンスだと諭す。そしてその言葉どおり、彼らはイタリア南部の地中海に浮かぶストロンボリ島の火山噴火に乗じて地上に生還。ハンブルクに戻った3人は偉人として迎えられ、物語は大団円を迎える。

## 解説

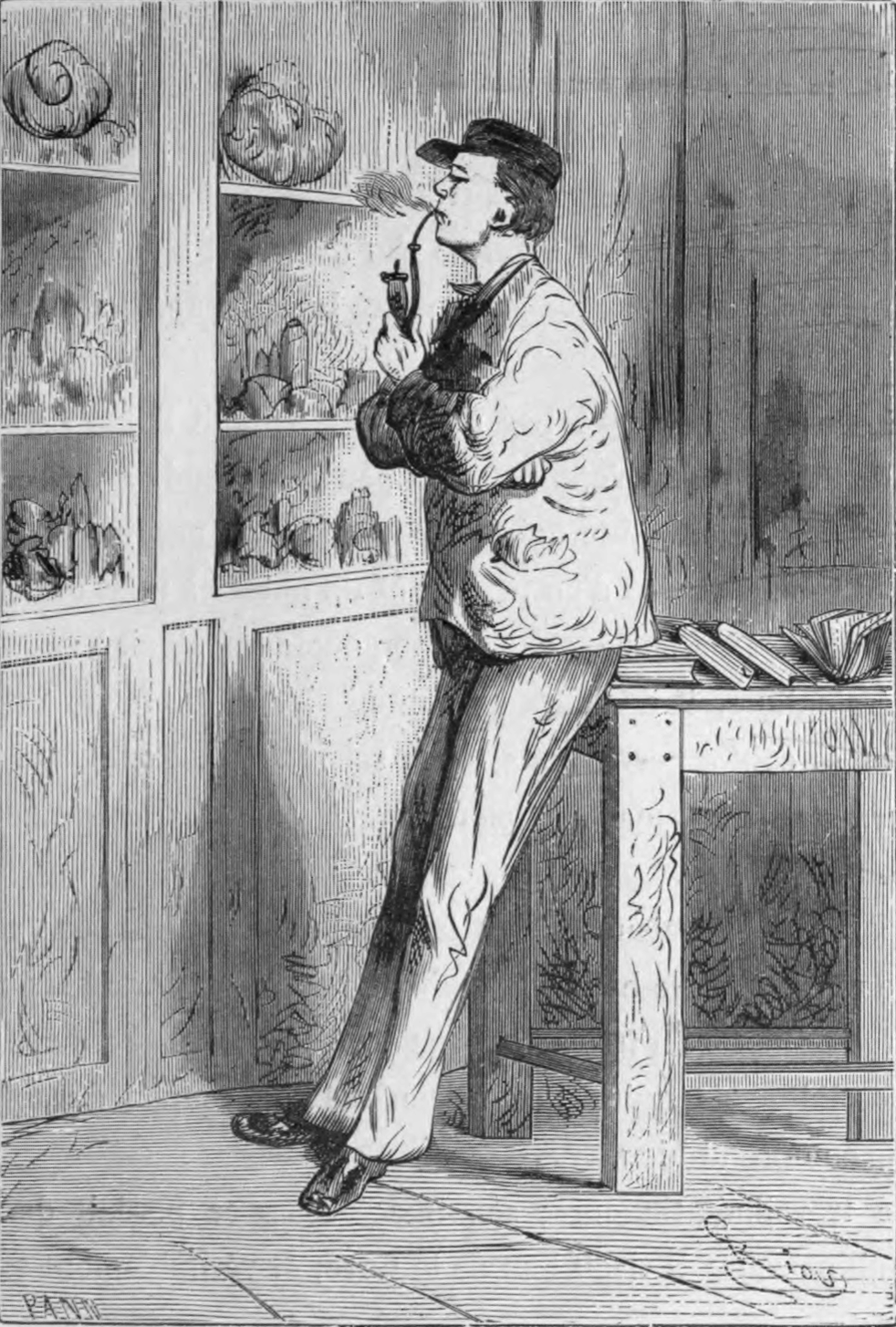
本作の語り手アクセル

本作は主人公・リーデンブロック教授の甥であり旅の同行者であるアクセルを語り手としており、物語全体を通して「わたし」という一人称を用いたアクセルの回想的な視点で描かれている。
ヴェルヌは小説に教育的・啓蒙的な要素を盛り込むことで知られるが、本作では、前半の地理学（アイスランドの風物）、後半の地質学・古生物学である。科学的合理性を重んずるヴェルヌが地下の高圧や高熱の問題を知りつつも敢えてキャラクターを地底に送り込んだことは異例であるが、熱の問題は常に懐疑論者のアクセルによって言及され（最終的にも「地下で高温に遭遇しなかったのはあくまで特殊な事象であろう」との旨の仮説が述べられている）、物語が非科学的なものに陥ることは免れている。
本作は科学啓蒙的な冒険小説であると同時にアクセルの成長を描いた教養小説である、との分析も成り立つ。初め未熟な若者であった彼は、愛する女性（グラウベン）のために指導者（リーデンブロック教授）および謎めいた導き手（ハンス）と共に試練をくぐり抜け、「胎内」を象徴する地底から脱出することで一人前に成長するのである。
融通の利かない変人科学者リーデンブロック教授の姿はフランス人から見たドイツ人像の戯画化であるが、戯画とは言っても『インド王妃の遺産』（1879年）の悪役シュルツ博士とは違い、好意を持った書き方がなされている。
なおアルネ・サクヌッセンムは実在と誤解されることもあるが架空の人物であり、そのモデルはアイスランドの文献学者アルニ・マグヌッソン (Árni Magnússon, 1663 - 1730) だと言われる。

## おもな日本語訳
- 1885年 -『拍案驚奇地底旅行』三木愛華（貞一）高須治助訳、九春堂
- 1955年 -『地底旅行』（以下同じ）村上哲夫訳、講談社 世界名作全集114：嶺田弘挿絵
- 1963年 - 村上啓夫訳、早川書房：ハヤカワSFシリーズ
- 1966年 - 石川湧訳、角川文庫（改版2008年）ISBN 978-4042022121
- 1968年 - 窪田般彌訳、創元SF文庫　ISBN 978-4488606022：南村喬之挿絵
- 1969年 - 加藤晴久訳、中央公論社「新集世界の文学20 ヴェルヌ」：原書の挿絵を収録
- 1973年 - 江口清訳、講談社文庫
- 1976年 - 金子博訳、旺文社文庫：原書の挿絵を収録
- 1993年 - 石川湧・石川布美訳、偕成社文庫　ISBN 978-4036519903：原書の挿絵を収録
- 1997年 - 朝比奈弘治訳、岩波文庫　ISBN 978-4003256923：原書の挿絵を収録
- 2013年 - 高野優訳、光文社古典新訳文庫　ISBN 978-4334752774：原書の挿絵を収録
- 2018年 - 平岡敦訳、岩波少年文庫　ISBN 978-4001146189

## 派生作品

### 映画
- 地底探検（Journey to the Center of the Earth）
  - 製作年：1959年
  - 製作国：アメリカ合衆国
  - 監督：ヘンリー・レヴィン
  - 出演：パット・ブーン／ジェームズ・メイソン／アーレン・ダール／ダイアン・ベイカー／ほか
  - 内容：物語の展開や登場人物などは、おおむね原作を踏襲しているが、原作にない女性の同行者や探検を妨害する者など、画面の華やかさやサスペンス性を加味するための演出が施されている。
- 新・地底探険/失われた魔宮伝説(The Fabulous Journey to The Center of The Earth)
  - 製作年：1976年
  - 製作国：スペイン
  - 監督：ファン・ピケール・シモン
  - 出演：ケネス・モア／イヴォンヌ・センティス
- 地底探検〜完全版（Journey to the Center of the Earth）（en:Journey to the Center of the Earth (miniseries)）
  - 製作年：2000年
  - 製作国：アメリカ合衆国
  - 監督：ジョージ・ミラー
  - 出演：トリート・ウィリアムズ／ほか
  - 内容：物語の展開や登場人物などは、原作と異なる点が多い。
- センター・オブ・ジ・アース（Journey to the Center of the Earth）
  - 製作年：2008年
  - 製作国：アメリカ合衆国
  - 監督：エリック・ブレヴィグ
  - 出演：ブレンダン・フレイザー／ほか
  - 内容：厳密には物語の実写映画化ではなく、「ヴェルヌが描いたことは事実である」という前提の上、主人公たちが小説『地底旅行』で描かれた出来事に沿って行動する形でストーリーが展開する。
- センター・オブ・ジ・アース ワールド・エンド（Journey to the Center of the Earth）
  - 製作年：2008年
  - 製作国：アメリカ合衆国
  - 出演：グレッグ・エヴィガン／ほか
- アニメ：ジュールヴェルヌの幻想的冒険集／第三話
  - 原作を忠実に作られた1時間物のアニメ

### 漫画
- 地底旅行
  - 連載誌：『月刊コミックビーム』、2015年10月号～
  - 著者：倉薗紀彦

### 音楽
- リック・ウェイクマン／地底探検（Journey to the Center of the Earth ）
  - 製作年：1974年
  - 内容：ロック・ミュージシャンのリック・ウェイクマンによるソロ・アルバム。
- リック・ウェイクマン／地底探検〜完結編（Return to the Center of the Earth ）
  - 製作年：1999年
  - 内容：ロック・ミュージシャンのリック・ウェイクマンによるソロ・アルバムの続編。但し、内容としてはベルヌの「地底旅行」とは無関係。
- ピーター・グレイアム作曲　Journey to the Centre of the Earth
  - ブラスバンド版をブラック・ダイク・バンドが「ヨーロピアンブラスバンド選手権」で演奏。
  - 後に吹奏楽版も書かれ、多くのバンドが演奏している。
  - ただし、難度はかなり高い。
- ハリー･ヤンセン作曲　Voyage au Centre de la Terre
  - 吹奏楽曲とファンファーレ・バンド曲として、2007年に作曲。
  - ケルクラーデで行われた2009年世界音楽大会ファンファーレ・バンド部門においてファンファーレ・バンド版が演奏される。
  - ピーター・グレイアムの作品と同様、難度が非常に高い。

### アトラクション
- センター・オブ・ジ・アース（Journey to the Center of the Earth） - 東京ディズニーシー
  - 同じくヴェルヌ作『海底二万里』に登場するネモ船長の秘密基地をモチーフにしたテーマポート、ミステリアスアイランドにあるアトラクション。ネモ船長の研究機関という設定となっている他、映画『地底探検』をモチーフにしているなど、アトラクション内で展開されるストーリーは原作とは異なる部分も多い。